# Sainte-Foy-de-Peyrolières

Sainte-Foy-de-Peyrolières este o comună în departamentul Haute-Garonne din sudul Franței. În 2009 avea o populație de 1.976 de locuitori.

## Evoluția populației
| An        | 1975 | 1982  | 1990  | 1999  | 2006  | 2009  |
| --------- | ---- | ----- | ----- | ----- | ----- | ----- |
| Populație | 832  | 1.074 | 1.221 | 1.436 | 1.850 | 1.976 |